# Jeremy Jordan
Jeremy Michael Jordan (Corpus Christi, 20 de novembro de 1984) é um ator e cantor americano. Ele é mais conhecido por interpretar Winslow "Winn" Schott, na série Supergirl.

## Carreira
Jordan interpretou Jamie Wellerstein em The Last Five Years, uma adaptação cinematográfica do musical homônimo, escrito por Jason Robert Brown, tendo Anna Kendrick como Cathy Hyatt. O filme foi gravado em três semanas em junho de 2013 e lançado em fevereiro de 2015.
Em 2015, Jordan foi anunciado como Winslow "Winn" Schott Jr na série Supergirl. A estreia foi assistida por 12,96 milhões de telespectadores.

## Vida Pessoal
Jordan se casou com a atriz e cantora da Broadway, Ashley Spencer, em setembro de 2012.

## Filmografia
| Filmes          | Filmes                                | Filmes                      | Filmes                                       | Filmes |
| Ano             | Filme                                 | Papel                       | Notas                                        |        |
| --------------- | ------------------------------------- | --------------------------- | -------------------------------------------- | ------ |
| 2007            | Common Change                         | Joel                        |                                              |        |
| 2012            | Joyful Noise                          | Randy Garrity               |                                              |        |
| 2014            | The Last Five Years                   | Jamie Wellerstein           | Filme musical                                |        |
| 2017            | Disney's Newsies the Broadway Musical | Jack Kelly                  | Filmado ao vivo no palco                     |        |
| Televisão       |                                       |                             |                                              |        |
| 2008            | Law & Order: Special Victims Unit     | Doug Walshen                | Episodio: "Streetwise"                       |        |
| 2011            | Submissions Only                      | Levi Murney                 | Episodio: "The Miller/Hennigan Act"          |        |
| 2013            | Smash                                 | Jimmy Collins               | Lead role (17 episodios)                     |        |
| 2013            | Elementary                            | Joey Castoro                | Episodio: "Solve for X"                      |        |
| 2015            | Law & Order: Special Victims Unit     | Skye Adderson               | Episodio: "Agent Provocateur"                |        |
| 2015–2018; 2020 | Supergirl                             | Winslow "Winn" Schott, Jr.  | Elenco principal                             |        |
| 2015–2018; 2020 | Supergirl                             | Winslow "Winn" Schott, Jr.  | Participação episódio 5x11                   |        |
| 2017–18         | Tangled: The Series                   | Varian                      |                                              |        |
| 2017            | The Flash                             | Grady                       | Episodio: "Duet" (3x17)                      |        |
| 2017            | The Flash                             | General Winslow Schott, Jr. | Episodio: "Crisis on Earth-X, Part 3" (4x08) |        |
| 2024            | Hazbin Hotel                          | Lucifer Morningstar         |                                              |        |

## Teatro Musical
| Ano  | Show                  | Papel            | Notas                                                        |
| ---- | --------------------- | ---------------- | ------------------------------------------------------------ |
| 2009 | Rock of Ages          | Swing            | Brooks Atkinson Theatre 17 Março 2009 – 13 Dezembro 2009     |
| 2009 | West Side Story       | Tony (alternate) | Palace Theatre 16 Dezembro 2009 – 10 Outubro 2010            |
| 2010 | Heathers: The Musical | Jason Dean (J.D) | Joe's Pub                                                    |
| 2011 | Bonnie & Clyde        | Clyde Barrow     | Gerald Schoenfeld Theatre 4 Novembro 2011 – 30 Dezembro 2011 |
| 2012 | Newsies               | Jack Kelly       | Nederlander Theatre 15 Março 2012 – 4 Setembro 2012          |
| 2014 | Finding Neverland     | J.M Barrie       | A.R.T Theatre 23 Julho 2014 – 28 Setembro 2014               |
| 2018 | waitress              | Dr.Pomatter      | Waitress tour                                                |

## Prêmios e Indicações
| Ano  | Prêmio                     | Categoria                                        | Trabalho Indicado | Resultado |
| ---- | -------------------------- | ------------------------------------------------ | ----------------- | --------- |
| 2012 | Drama League Award         | Distinguished Performance                        | Bonnie & Clyde    | Indicado  |
| 2012 | Theatre World Awards       | Outstanding Debut                                | Bonnie & Clyde    | Venceu    |
| 2012 | Tony Award                 | Best Performance by a Leading Actor in a Musical | Newsies           | Indicado  |
| 2012 | Drama Desk Award           | Outstanding Actor in a Musical                   | Newsies           | Indicado  |
| 2012 | Drama League Award         | Distinguished Performance                        | Newsies           | Indicado  |
| 2012 | Outer Critics Circle Award | Outstanding Actor in a Musical                   | Newsies           | Indicado  |
| 2013 | Grammy Award               | Best Musical Theatre Album (principal soloist)   | Newsies           | Indicado  |

## Ligações Externas
- Jeremy Jordan on Playbill Vault
- Jeremy Jordan. no IMDb.